# Budu (langue)
Pour les articles homonymes, voir Budu.
Le budu ou kibudu est une langue bantoue parlée par la population budu en République démocratique du Congo.

## Écriture
| a | b | d | e | ɛ | f | g | h | i | ɨ | j | k | l | m | n | o | ɔ | p | s | t | u | ʉ | v | w | y | z |

Les tons sont représenté à l’aide de signe de ponctuation : les deux-points ‹ ꞉ › et le signe égal ‹ ꞊ ›.